# 艾尔斯伯格悖论
艾尔斯伯格悖论（英語：Ellsberg paradox）是决策论中的一个悖论，1961年由學者丹尼尔·艾尔斯伯格提出，以證明預期效用理論存在邏輯不一致的問題。

## 概論
1961年丹尼尔·艾尔斯伯格进行了如下实验：
一个罐中有90个球，已知其中有30个红球，其余的60个要么是黑球，要么是黄球。现从中随机抽取一个，并设计4个赌局如下：
赌局A：若是红球，賭客得到100元；若是其它颜色得到0元。
赌局B：若是黑球，賭客得到100元；若是其它颜色得到0元。
赌局C：若是红球或黄球，賭客得到100元；若是其它颜色得到0元。
赌局D：若是黑球或黄球，賭客得到100元；若是其它颜色得到0元。
实验调查结果发现多数人在A、B之间选择A而非B，因為A機率已知；在C、D之间选择D而非C，因為黑黃球機率已知。

## 數式表達
假設某人估計抽到紅球、黃球和黑球的機會率分別是R、Y和B。若某人堅定地選A而非B，根據期望效用理論，這是因為A的效用較高，以數式表達如下：
{\displaystyle R\cdot U(\$100)+(1-R)\cdot U(\$0)>B\cdot U(\$100)+(1-B)\cdot U(\$0)}
其中，{\displaystyle U(\cdot )}代表效用函數，上面數式可簡化為：
{\displaystyle R[U(\$100)-U(\$0)]>B[U(\$100)-U(\$0)]}
{\displaystyle \Longleftrightarrow R>B\;}
因{\displaystyle U(\$100)>U(\$0)}（即堅定地選$100而非$0）
同時，若某人堅定地選D而非C，可得到下面的不等式：
{\displaystyle B\cdot U(\$100)+Y\cdot U(\$100)+R\cdot U(\$0)>R\cdot U(\$100)+Y\cdot U(\$100)+B\cdot U(\$0)}
簡化為：
{\displaystyle B[U(\$100)-U(\$0)]>R[U(\$100)-U(\$0)]}
{\displaystyle \Longleftrightarrow B>R\;}
出現了矛盾，反映某人的選擇並不符合期望效用理論。

## 实验结论
实验结论即艾尔斯伯格悖论，它表明人是模糊厌恶（Ambiguity averse）的，即，不喜欢他们对某一博弈的概率分布不清楚，也即，人在冒险时喜欢用已知的概率作根据，而非未知的概率。人在决策是否参赌一个不确定事件的时候，除了事件的概率之外，也考虑到它的来源。